# Список богомолів Чорногорії
У фауні Чорногорії відомо 5 видів богомолів. Богомоли поширені в основному в субтропічних та тропічних країнах з теплим кліматом, лише окремі види зустрічаються у помірному кліматі. Фауна колишньої Югославії вивчена недостатньо детально, низка літературних джерел має неточні посилання на знахідки.

## Список видів
| Наукова назва, автор, рік опису     | Таксономія          | Статус МСОП | Зображення | Зауваження щодо поширення                                     |
| Mantis religiosa Linnaeus, 1758     | Родина Mantidae     | LC          |            | Імовірно поширений по всій території країни окрім високогір'я |
| Empusa fasciata Brullé, 1832        | Родина емпузові     | -           |            | Імовірно поширений по всій території країни окрім високогір'я |
| Iris oratoria Linnaeus, 1758        | Родина Tarachodidae | -           |            | В літературі згадуються знахідки                              |
| Ameles heldreichi Brunner, 1882     | Родина Mantidae     | —           |            | Поширений вид, можливо сплутаний з Ameles decolor             |
| Rivetina balcanica Kaltenbach, 1963 | Родина Mantidae     | —           |            | Поширений вид                                                 |